# Moraspis euphorbiae
Moraspis euphorbiae är en insektsart som först beskrevs av Charles Kimberlin Brain 1919.  Moraspis euphorbiae ingår i släktet Moraspis och familjen pansarsköldlöss. Inga underarter finns listade i Catalogue of Life.